# 関本賢太郎
関本 賢太郎（せきもと けんたろう、本名および旧登録名：関本 健太郎（読み同じ）、1978年8月26日 - ）は、奈良県橿原市出身の元プロ野球選手（内野手）、野球解説者、タレント。

## 経歴

### プロ入り前
幼少期に生まれ故郷である大阪府寝屋川市から奈良県橿原市へ転居、以降橿原市で育つ。小学生時代は少年野球チームの金橋バッファローズに在籍。中学校では後にプロでチームメイトとなる中村泰広と同級生で、当時所属していたボーイズリーグの橿原コンドルには同じくチームメイトとなる庄田隆弘が1年後輩にいた。父親はPL学園高等学校への進学を望んでいたが、部活見学を行った際に上下関係の厳しさを感じ取り天理高等学校への進学を決める。ただし、天理においても1年生の集合の際の遅刻は5分までであったり、登校の際は3年生だけが自転車登校を許されていたが1年生は3年生よりも早く到着しなければならないなどの上下関係の厳しさはあったという。
天理では3年時に「1番・二塁手」として第78回全国高等学校野球選手権大会に出場し、2回戦で中濱裕之、新沼慎二らを擁する仙台育英高校に敗れた。大会に出場した際、記念に有名な高校球児と写真を撮ろうと開会式で3人の選手に頼みこんで記念撮影をしたが、そのうち2人はこれも後にプロでチームメイトとなる前川勝彦と三東洋だった。高校通算20本塁打。
1996年のドラフト会議で阪神から2位指名を受け入団。入団当時の背番号は64。

### プロ入り後
「大型内野手」という期待を受けて、1年目の1997年から、ウエスタン・リーグ公式戦80試合に出場。打てる選手はチームの課題だったことから少しでも早く戦力になってもらいたい事情からレギュラーに抜擢されシーズンを過ごしたが、打率が.162にとどまったことから、「長打ではプロで勝負できない」と悟ったという。1998年から遊撃手に転向すると、1999年のジュニアオールスターゲームには、ウエスタン・リーグ選抜の一員として出場した。
2000年には、ウエスタン・リーグ公式戦で打率.276、9本塁打、31打点と好調。9月に打者部門の月間MVPに選ばれたことを機に、10月3日の対横浜ベイスターズ戦（阪神甲子園球場）に、「7番・三塁手」として、スタメンで一軍デビューを果たした。チームのシーズン最終戦でもスタメンに起用されたが、一軍では2試合通算で5打数無安打に終わった。
2001年には、右肩を痛めたため、シーズン中に手術を受けた。公式戦には一・二軍とも出場できなかったが、二軍のウエスタン・リーグ優勝で迎えたファーム日本選手権で実戦復帰を果たした。
2002年には、「阪神史上最強の助っ人」と評されたランディ・バースへの憧れから、背番号をかつてバースが着用していた44へ変更。前年まで怪我が続いていたことから、背番号の変更で流れを変える験担ぎの目的もあったという。4月下旬に2年ぶりの一軍昇格を果たすと、5月8日の対横浜戦に三塁打で一軍初安打、同月25日の対中日ドラゴンズ戦で一軍初本塁打を放った。一軍公式戦には、通算で71試合に出場。5本塁打、11打点、打率.254を記録した。
2003年には、ウエスタン・リーグ公式戦56試合に出場。9本塁打、31打点、打率.319という好成績を残した。一軍公式戦では、4本塁打を放ったが、36試合の出場にとどまった。しかし、チームの18年ぶりセントラル・リーグ優勝で迎えた福岡ダイエーホークスとの日本シリーズでは、福岡ドームでの第7戦（10月27日）に「9番・三塁手」としてスタメンに起用。5回表には、シリーズ自身初のソロ本塁打を和田毅から放った（詳細後述）。
2004年には、主に2番打者として起用されると、しぶとい打撃を披露。1番打者・赤星憲広とのコンビは高い評価を得た。規定打席には届かなかったものの打率.316、出塁率.404を記録。右の代打としても活躍した。
2005年には、背番号を3に変更。前年まで八木裕がつけていた番号のため、球団から打診が来た際には「恐れ多い」という意識もあったというが、「一桁の背番号をつけることはプロ入り時からの憧れだった」ことに加え、矢野輝弘に相談したところ「そんな機会は二度と来ないかもしれないから、そりゃ行くべきだ」と言われたことから、球団に承諾の返事をした。藤本敦士と併用で二塁手として起用されたほか、一塁手や三塁手も務めた。同年から個人的に親交のあるポルノグラフィティの「エブリバディ・セイ」を打席に入る時のテーマソングとして使うようになった。これはポルノグラフィティが関本のために自らの楽曲「Century Lovers」をアレンジし提供したオリジナルのバージョンとなっており、「エブリバディ・セイ」という歌詞の間に阪神の選手テーマソングでは唯一「関本!」とファンの合いの手が入る。2007年開幕からしばらくはジョージ・ベイカーの「リトル・グリーン・バック」を使っていたが、打撃不振に陥ったことやファンからの要望も多かったことから「エブリバディ・セイ」に戻している。
2006年は怪我や不振が重なった今岡誠に代わり、「2番・三塁手」でレギュラーに定着。規定打席不足ながら打率.301、出塁率.383を記録し、自己最多の9本塁打を放った。特にシーズン後半に首位の中日ドラゴンズを猛追する時の活躍ぶりは岡田彰布監督に「後半戦のMVP」と評された。
2007年はプロ11年目で初の開幕スタメンを勝ち取ったが、開幕から不振に喘いで4月やオールスター前は藤本や坂克彦にスタメンを譲ることもあった。後半戦は7本塁打を放つなど好調だったが前半戦での不振が響き、最終的には打率.243と低迷した。守備では8月1日に二塁手としての連続守備機会無失策記録を714としてセ・リーグ記録だった立浪和義の712を更新し、最終的に804まで伸ばした。
2008年から、風水建築デザイナーの直居由美里の勧めにより登録名を「関本 賢太郎」に変更。移籍してきた平野恵一が二塁手の定位置を掴んだことや、今岡の復帰もあり開幕スタメンからは外れたが、今岡の不調により三塁手のレギュラーに復帰。6月17日の対東北楽天ゴールデンイーグルス戦では、1試合4連続犠打のプロ野球タイ記録を達成した。夏場は新井貴浩の離脱もあって3番や5番のクリーンナップを打つことも多く、7月25日の対中日戦では5回裏に川上憲伸からプロ初の満塁本塁打を放つなど勝負強さが光った。最終的には初めて規定打席に到達して打率.298の成績を残した。9月13日の東京ヤクルトスワローズ戦で、セ・リーグ新記録となる1試合3死球を受けている。
2009年は新井が三塁へ回ったため一塁手で開幕を迎え、6月にクレイグ・ブラゼルの入団により二塁へ回るなどチームの穴を埋め、規定打席にも到達した一方、ボールを見逃した際に右足の内転筋を痛めて1か月以上離脱、また失策も自己ワーストの10と大幅に増え、シーズンを通しての打率もやや落としてしまった。
2010年はブラゼルが開幕から一塁で固定され、三塁には新井、遊撃には鳥谷敬が固定されており、平野との二塁手争いにも敗れる形で守るポジションが事実上なくなった。先発出場はシーズン序盤を除いてほとんどなくわずか8試合であった。シーズン中盤以降徐々に守備固めでの出場も減少し、出場数は59試合に留まり打率も2割5分台だったが代打での出場が主になった結果、代打での打率は.355を記録した。シーズン終了後には、シーズン中に取得したFA権の行使を宣言したうえで、3年契約で残留した。ちなみに、関本が引退表明の直後に明かした手記によれば、この契約を結んだことが引退を意識するきっかけになったという。
2011年もポジションがなく代打出場が多かったが、チームの打撃不振から交流戦中盤で平野を中堅手・関本を二塁手で使うことが多くなり、このスタメン起用以降、それまで低迷していたチームも奮起した。新井の三塁守備に不安があったことから、8月31日には、2008年以来4年ぶりに「一塁・新井、三塁・関本」というスタメン起用が実現。9月1日の対中日戦（ナゴヤドーム）では、打撃不振の新井に代わって球団第92代の4番打者に起用されたことで、一軍で1～9番の全打順を経験した。球団生え抜き選手が4番で先発出場したのは2003年10月5日の対広島東洋カープ戦で桧山進次郎が務めて以来約8年ぶりである。11月24日、翌2012年からの選手会長就任が発表された。
2012年3月30日、横浜DeNAベイスターズとの開幕戦で1-3とリードされた7回裏、二死一・二塁の場面で代打で登場し、加賀繁から逆転3ランを放った。開幕戦代打本塁打はセ・リーグ史上7人目で、阪神では1978年4月1日の大島忠一以来34年ぶり2人目。シーズンでは、代打や守備固めを中心に91試合に出場したが、打率は一軍定着後最低の.212だった。
3年契約の最終年である2013年には、開幕から代打を中心に出場。しかし、5月12日のヤクルト戦に代打で安打を放った際に左脹脛を痛めたため、同月16日に出場選手登録を抹消された。6月25日に再登録。7月31日の中日戦では、7回裏に代打でこの年初打点となる2点適時打を放つと、3年ぶりに盗塁を成功させた。最終的には代打打率は.208、1打点に終わった。
2014年は4月13日の読売ジャイアンツ戦で山口鉄也から自身3年ぶりとなるサヨナラ適時打を放ち、甲子園での開幕カード3連勝に貢献した。シーズン中盤には代打打率が3割を超えるなど調子を取り戻し、7月13日の同カードでは1-3とリードされた7回表、二死満塁の場面で代打で登場すると、先発の澤村拓一から代打逆転満塁本塁打を放った。球団史上、代打満塁本塁打は2007年8月21日のヤクルト戦で桧山が打って以来、7年ぶり14本目。さらに、代打逆転満塁本塁打は2002年7月30日の横浜戦で八木裕が打って以来、12年ぶり6本目であった。日本シリーズでは西岡剛が右肘に不安を抱えていたため、10月29日の第4戦で7番、三塁としてスタメン起用された。
2015年には、開幕2戦目（3月28日）の中日戦（京セラドーム）延長10回裏無死満塁から代打に起用されたところ、祖父江大輔からフルカウントの末に左腕へ死球を受けた。チームは前夜（27日）の開幕戦でも中日から延長10回裏にサヨナラ勝ちを収めていたため、この死球によって、球団史上初（延長戦としてはNPB史上4度目）の開幕2試合連続サヨナラ勝利を達成した。セ・パ交流戦の期間中には、西岡と新井良太（前述した貴浩の弟）が故障で相次いで戦線を離脱したため、彼らに代わる三塁手として急遽スタメンに起用。しかし、その直後に左脇腹を痛めたため、6月2日に出場選手登録を抹消された。7月10日に一軍へ復帰したが、復帰後に右の背筋を痛めたことや、自身の離脱中に狩野恵輔が右の代打要員として自身を上回る成績を残してきたことから8月6日付で再び登録を抹消。9月8日の再々登録後は、代打での打率が一時5割を越えていた。しかし、同月29日には、この年限りで現役を引退する意思を球団に伝えていたことが判明。翌30日に阪神甲子園球場内で開いた記者会見を通じて、正式に引退を表明した。なお、引退表明直後の10月2日には、1点ビハインドで迎えた対ヤクルト戦（神宮）の9回表に代打で同点適時打。結果として、この一打で現役最後の安打と打点を記録した。10月4日のレギュラーシーズン最終戦（甲子園球場での対広島戦）を、関本の引退試合として開催された。8回裏二死一塁からの代打で黒田博樹から投手ゴロに打ち取られた後に、9回表の三塁守備で公式戦への出場を終了。試合後に開かれた引退セレモニーでは、10年間付けていた背番号「3」にちなんで、ナインから3回胴上げされた。なお、チームのシーズン3位で進出した巨人とのクライマックスシリーズ ファーストステージ（東京ドーム）には、第3戦（10月12日）にのみ出場。「6番・三塁手」としてスタメンで起用されたが、チームがこの試合の敗戦でファイナルステージに進めなかったため、7回表の第3打席が現役最後の打席になった（記録は右飛）。同月30日に、NPBから任意引退選手として公示。

### 現役引退後
引退試合直前の2015年10月1日に、スポーツビズとの間でマネジメント契約を締結した。2016年からは、引退時までの登録名である関本 賢太郎の名義で、地元の関西を拠点に、スポーツニッポンで野球評論家、朝日放送・サンテレビで野球解説者として活動。2016年1月4日からは、朝日放送の解説者として、『おはよう朝日です』（朝日放送テレビ平日朝の情報番組）の月曜日でスポーツキャスターを務める。2020年10月6日から2023年3月28日までは月曜日に加え火曜日も担当していた。

## プレースタイル
阪神への入団2年目以降は、「自分が現在どのレベルにあるのか?」ということを常に意識しながら、対戦した相手投手の成績を細かくチェック。ヤクルト時代に「バントの名手」として知られたチームメイトの城友博に教えを請いながら、高校時代まで全く練習していなかった小技（バントや流し打ちなど）を鍛えるとともに、複数のポジションをこなせるように内野の守備を練習していた。関本自身は、入団4年目の一軍初打席で同郷（奈良県）の先輩・三浦大輔から三振を喫した際に、一線級投手との力の差を痛感したという。
2002年・2003年に関本を指導した田淵幸一チーフ打撃コーチは、関本の打撃フォームを、自身の苗字（タブチ）・中村紀洋（ノリ）・関本と同期入団の濱中治（ハマ）を組み合わせた「ブチノリハマ打法」と命名。しかし、2003年の日本シリーズでは、極度の不振に陥った。このため、野球人生で初めてバットを短く持って打席に立ったところ、スタメンに起用された第7戦で本塁打を記録。「短く持っても打球は飛ぶ」という理由で、翌2004年から現役を引退するまで、バットを短く持つ打撃フォームを貫き通した。

## 人物
2006年シーズン終了後の契約更改では、成績に対する評価に加えて、交渉の中で担当者にあくびをされたことを理由に1000万円増の年俸4000万円という提示を保留。2度目の交渉で、年俸5000万円（金額は推定）という条件で更改に至った。関本の代理人は、「彼の話は退屈であくびをするのも無理はない」と冗談交じりに述べている。
2008年7月25日のヒーローインタビューで、ファンに向かって「自分の出したゴミは自分で持って帰るようにお願いします！」と呼びかけた。試合終了後の清掃作業中にかかる照明などの莫大な電気使用量を減らせば、地球温暖化防止につながるとの思いからだった。シーズン後、契約更改の席でも球団に対して環境問題への取り組みを訴え、2009年から地球環境問題に取り組む「エコ作戦」を計画していると報じられた。また、2009年には甲子園美化委員長に任命。甲子園球場では、同年から2015年の引退試合まで、環境に配慮した容器を用いたコラボレーションメニュー「セッキー幕の内弁当」を販売していた。
かつてチームメイトだった矢野燿大との「必死のパッチ」（「必死で頑張った」という意味の関西弁）という発言をめぐる丁々発止のやり取りは名物と化しており、球団公認でグッズも作られた。西岡剛や藤浪晋太郎が入団した2013年シーズンには、西岡や藤浪もヒーローインタビューでたびたび「必死のパッチ」と発言。一方の関本は、西岡と並んでヒーローインタビューを受けた際に、西岡に対して「『必死のパッチ』は矢野さんに借りている」と応酬している。前述の引退セレモニーでも、「阪神タイガース、背番号3、関本賢太郎はユニホームを脱ぎますが、第2の人生は、みなさんの声援を胸に、『必死のパッチ』で頑張っていきたいと思っています。いつか甲子園に帰ってきたい」と述べている。2016年シーズンからは、引退した関本と入れ替わる格好で、矢野が一軍作戦兼バッテリーコーチとして阪神に復帰。逆に、矢野が復帰前まで携わっていた仕事の一部（朝日放送の野球解説者やスポーツニッポンの野球評論家）を関本が引き継いでいる。また、「必死のパッチ」は原口文仁にも引き継がれたが、ファンの要望で2019年シーズンから「必死のグッチ」に改められている。
2013年には、本塁打やサヨナラ安打を放ったチームメイトを出迎える際のチームパフォーマンスとして、左右の親指・人差し指・中指を立てたまま空中へ一斉に腕を振り上げるポーズを西岡と共に提案。公式戦の開幕からチーム内に浸透させた。さらに関本は、35歳の誕生日に当たる8月26日に、このポーズの名称がGratiii（グラティ）であることを西岡と共に発表。この発表では、ポーズに「ファンの拍手に対する感謝（Gratitude）」という意味を込めていることや、ポーズの由来が春季キャンプ中における関本から西岡への挨拶にあったことも明かしている。その一方で、相手チームの投手や一部の野球評論家・野球解説者（同年の秋季キャンプで「ゼネラルマネジャー付育成&打撃コーディネーター」として現場に復帰した掛布雅之など）からは、「Gratiii」をめぐって「（相手に対する）尊敬の念が感じられない挑発行為」という趣旨の批判が続出。選手代表と球団関係者が話し合いを重ねた末に、2014年シーズン以降は、選手側で新しいチームパフォーマンスを考えることを条件に、「Gratiii」の披露を見送っている。
2015年9月30日の引退記者会見では、引退を決意した理由として、「（同年8月に右背筋痛でシーズン）2回目の二軍生活を送っている間に、『もしかしたらもう潮時かな』という考えが芽生えた。（一軍への再々昇格後に）打てるようになったが、打てなくなって野球を嫌いになって野球を辞めるのは嫌だったので、『（打撃の調子が）いいところで辞める』という選択肢もあるのかな（という思いで引退を決意した）」と述べた。現役時代の後年に「代打の神様」と呼ばれる存在になったことについては、「自分で試合を決めて勝つことが代打の醍醐味」としながらも、「『すんなりゲームが終わってくれたらいいのにな』『僕の打席にまで回らずに（チームが）勝ったらいいのにな』と思っていた」という本心を吐露した。

## 家族
婚姻歴は2回で、阪神の選手時代に結婚した最初の妻との間に二男、現役からの引退後に結婚した現在の妻との間に一女を授かっている。
長男の勇輔は野球（捕手）をしており、2018年度から2020年度まで履正社高等学校の硬式野球部に在籍。関本が再婚した2019年夏の第101回全国高等学校野球選手権大会では、2年生ながらベンチ入りメンバーの1人としてチームの本大会初優勝を経験したものの、本大会での試合出場までには至らなかった。同年秋の新チーム始動を機に主将へ就任したが、就任の直後に出場した秋季近畿地区高校野球大会準決勝で、賢太郎自身の母校・天理高校にサヨナラ負け。3年生になった2020年には、出場が決まっていた第92回選抜高等学校野球大会が新型コロナウィルス感染拡大の影響で中止を余儀なくされるなど、大きな試練に相次いで見舞われた。勇輔は履正社高校の方針で関本の住む自宅から通学していたため、（大阪大会を含めた）同年夏の第102回全国高等学校野球選手権大会も上記の影響で5月20日に中止が決まった直後には、主将として甲子園球場へ登場する可能性をいったん失った勇輔に言葉を掛けられないほど心を痛めたという。なお、履正社高校の硬式野球部は、後に日本高等学校野球連盟から2020年甲子園高校野球交流試合へ招待。勇輔が「4番・捕手」として出場した星稜高校との交流試合（2020年8月15日）では、野球評論家として契約している『スポーツニッポン』向けに、父親の立場で観戦記を寄稿した。勇輔は、9月19日に甲子園球場で催された第101回選手権大会の優勝旗返還式で、交流試合の開催に向けて尽力した関係者に向けてスピーチを披露。その一方で、プロ志望届を日本学生野球協会へ提出していたため、NPBドラフト会議での指名の目安になる調査書が阪神と読売ジャイアンツから届けられた。関本に続いて高校からのNPB入りが期待されていたが、実際の会議ではどの球団からも指名されなかった。履正社高校からの卒業後も、捕手としてプレーを継続。2021年から日本大学硬式野球部に在籍していたが、日本大学からの中退（2022年）を経て、SUNホールディングス奈良硬式野球部（2023年から社会人野球へ参加しているチーム）に所属している。長男は2025年の記事では大学を卒業してからのプロ入りを目指していたが大学野球のレベルの高さに圧倒されたため野球を辞めたことを語っている。その後、父親の引退時の映像を動画で見て再び野球をはじめ社会人チームに入団して午前中は練習し、午後は電気工事に関する仕事に出社しており再度プロ入りを目指す意向であることが明かされた。
次男も野球をしており（内野手）、2021年4月から2024年の3月まで父子2代で天理高校に在学した。

## 詳細情報

### 年度別打撃成績
| 年 度      | 球 団      | 試 合 | 打 席 | 打 数 | 得 点 | 安 打 | 二 塁 打 | 三 塁 打 | 本 塁 打 | 塁 打 | 打 点 | 盗 塁 | 盗 塁 死 | 犠 打 | 犠 飛 | 四 球 | 敬 遠 | 死 球 | 三 振 | 併 殺 打 | 打 率 | 出 塁 率 | 長 打 率 | O P S |
| ---------- | ---------- | ----- | ----- | ----- | ----- | ----- | -------- | -------- | -------- | ----- | ----- | ----- | -------- | ----- | ----- | ----- | ----- | ----- | ----- | -------- | ----- | -------- | -------- | ----- |
| 2000       | 阪神       | 2     | 5     | 5     | 0     | 0     | 0        | 0        | 0        | 0     | 0     | 0     | 0        | 0     | 0     | 0     | 0     | 0     | 2     | 0        | .000  | .000     | .000     | .000  |
| 2002       | 阪神       | 71    | 216   | 193   | 22    | 49    | 12       | 2        | 5        | 80    | 11    | 1     | 1        | 6     | 0     | 12    | 0     | 5     | 51    | 4        | .254  | .314     | .415     | .729  |
| 2003       | 阪神       | 36    | 74    | 67    | 13    | 18    | 4        | 0        | 4        | 34    | 12    | 2     | 0        | 0     | 1     | 6     | 0     | 0     | 15    | 4        | .269  | .324     | .507     | .832  |
| 2004       | 阪神       | 110   | 413   | 354   | 60    | 112   | 13       | 1        | 5        | 142   | 41    | 4     | 1        | 2     | 3     | 51    | 0     | 3     | 74    | 6        | .316  | .404     | .401     | .805  |
| 2005       | 阪神       | 97    | 266   | 229   | 37    | 68    | 13       | 1        | 0        | 83    | 24    | 1     | 1        | 11    | 2     | 23    | 2     | 1     | 46    | 4        | .297  | .361     | .362     | .723  |
| 2006       | 阪神       | 132   | 439   | 356   | 52    | 107   | 19       | 2        | 9        | 157   | 33    | 0     | 1        | 33    | 2     | 42    | 0     | 6     | 76    | 8        | .301  | .382     | .441     | .823  |
| 2007       | 阪神       | 131   | 433   | 358   | 38    | 87    | 12       | 1        | 7        | 122   | 25    | 0     | 0        | 29    | 2     | 39    | 6     | 5     | 67    | 10       | .243  | .324     | .341     | .665  |
| 2008       | 阪神       | 136   | 521   | 430   | 57    | 128   | 25       | 2        | 8        | 181   | 52    | 2     | 1        | 38    | 5     | 42    | 0     | 6     | 47    | 10       | .298  | .364     | .421     | .785  |
| 2009       | 阪神       | 113   | 462   | 377   | 45    | 102   | 18       | 2        | 3        | 133   | 44    | 3     | 4        | 34    | 2     | 36    | 0     | 13    | 56    | 7        | .271  | .353     | .353     | .706  |
| 2010       | 阪神       | 79    | 98    | 78    | 12    | 20    | 5        | 1        | 3        | 36    | 12    | 1     | 0        | 3     | 0     | 15    | 0     | 2     | 24    | 2        | .256  | .389     | .462     | .851  |
| 2011       | 阪神       | 100   | 255   | 224   | 15    | 59    | 7        | 0        | 2        | 72    | 16    | 0     | 0        | 0     | 0     | 28    | 1     | 3     | 55    | 9        | .263  | .353     | .321     | .674  |
| 2012       | 阪神       | 91    | 124   | 99    | 9     | 21    | 1        | 0        | 1        | 25    | 12    | 0     | 0        | 5     | 0     | 17    | 0     | 3     | 23    | 0        | .212  | .345     | .253     | .598  |
| 2013       | 阪神       | 56    | 55    | 43    | 4     | 12    | 3        | 0        | 0        | 15    | 5     | 1     | 0        | 2     | 0     | 8     | 1     | 2     | 10    | 1        | .279  | .415     | .349     | .764  |
| 2014       | 阪神       | 63    | 66    | 50    | 3     | 13    | 4        | 0        | 1        | 20    | 15    | 0     | 0        | 1     | 1     | 13    | 1     | 1     | 16    | 3        | .260  | .415     | .400     | .815  |
| 2015       | 阪神       | 55    | 54    | 42    | 1     | 11    | 0        | 0        | 0        | 11    | 10    | 1     | 0        | 0     | 1     | 8     | 0     | 3     | 10    | 1        | .262  | .407     | .262     | .669  |
| 通算：15年 | 通算：15年 | 1272  | 3481  | 2905  | 368   | 807   | 136      | 12       | 48       | 1111  | 312   | 16    | 9        | 164   | 19    | 340   | 11    | 53    | 572   | 69       | .278  | .362     | .382     | .746  |

### 年度別守備成績
| 年 度 | 一塁  | 一塁  | 一塁  | 一塁  | 一塁  | 一塁     | 二塁  | 二塁  | 二塁  | 二塁  | 二塁  | 二塁     | 三塁  | 三塁  | 三塁  | 三塁  | 三塁  | 三塁     | 遊撃  | 遊撃  | 遊撃  | 遊撃  | 遊撃  | 遊撃     |
| 年 度 | 試 合 | 刺 殺 | 補 殺 | 失 策 | 併 殺 | 守 備 率 | 試 合 | 刺 殺 | 補 殺 | 失 策 | 併 殺 | 守 備 率 | 試 合 | 刺 殺 | 補 殺 | 失 策 | 併 殺 | 守 備 率 | 試 合 | 刺 殺 | 補 殺 | 失 策 | 併 殺 | 守 備 率 |
| ----- | ----- | ----- | ----- | ----- | ----- | -------- | ----- | ----- | ----- | ----- | ----- | -------- | ----- | ----- | ----- | ----- | ----- | -------- | ----- | ----- | ----- | ----- | ----- | -------- |
| 2000  | -     | -     | -     | -     | -     | -        | 1     | 2     | 1     | 0     | 0     | 1.000    | 1     | 1     | 1     | 0     | 0     | 1.000    | 1     | 1     | 1     | 0     | 0     | 1.000    |
| 2002  | -     | -     | -     | -     | -     | -        | 14    | 15    | 24    | 1     | 3     | .975     | 34    | 18    | 26    | 2     | 3     | .970     | 30    | 35    | 67    | 3     | 13    | .971     |
| 2003  | 7     | 27    | 0     | 2     | 4     | 1.000    | 14    | 22    | 31    | 0     | 8     | 1.000    | 11    | 3     | 8     | 0     | 0     | 1.000    | 2     | 0     | 1     | 1     | 1     | .500     |
| 2004  | 37    | 183   | 15    | 2     | 8     | .990     | 1     | 0     | 0     | 0     | 0     | ----     | 86    | 39    | 137   | 3     | 16    | .983     | -     | -     | -     | -     | -     | -        |
| 2005  | 16    | 56    | 5     | 0     | 4     | 1.000    | 67    | 115   | 158   | 1     | 40    | .996     | 10    | 0     | 5     | 0     | 0     | 1.000    | -     | -     | -     | -     | -     | -        |
| 2006  | 3     | 4     | 0     | 0     | 1     | 1.000    | 46    | 56    | 102   | 0     | 25    | 1.000    | 98    | 50    | 139   | 4     | 9     | .979     | -     | -     | -     | -     | -     | -        |
| 2007  | 5     | 8     | 1     | 0     | 0     | 1.000    | 114   | 235   | 307   | 3     | 66    | .994     | 59    | 14    | 22    | 0     | 1     | 1.000    | -     | -     | -     | -     | -     | -        |
| 2008  | 26    | 151   | 11    | 1     | 9     | .994     | 58    | 88    | 129   | 2     | 29    | .991     | 93    | 37    | 123   | 1     | 9     | .994     | -     | -     | -     | -     | -     | -        |
| 2009  | 83    | 577   | 40    | 3     | 49    | .995     | 50    | 91    | 136   | 7     | 27    | .970     | -     | -     | -     | -     | -     | -        | -     | -     | -     | -     | -     | -        |
| 2010  | 39    | 74    | 5     | 1     | 11    | .988     | 12    | 19    | 22    | 0     | 8     | 1.000    | -     | -     | -     | -     | -     | -        | -     | -     | -     | -     | -     | -        |
| 2011  | 22    | 123   | 4     | 1     | 7     | .992     | 41    | 64    | 96    | 1     | 13    | .994     | 4     | 3     | 7     | 1     | 2     | .909     | -     | -     | -     | -     | -     | -        |
| 2012  | 1     | 2     | 0     | 0     | 0     | 1.000    | 1     | 2     | 0     | 0     | 0     | 1.000    | 51    | 17    | 28    | 2     | 1     | .957     | -     | -     | -     | -     | -     | -        |
| 2013  | 1     | 1     | 0     | 0     | 0     | 1.000    | 1     | 0     | 0     | 0     | 0     | .000     | 34    | 6     | 20    | 0     | 0     | 1.000    | -     | -     | -     | -     | -     | -        |
| 2014  | 6     | 5     | 0     | 0     | 0     | 1.000    | -     | -     | -     | -     | -     | -        | 14    | 1     | 7     | 0     | 0     | 1.000    | -     | -     | -     | -     | -     | -        |
| 2015  | 19    | 16    | 2     | 0     | 0     | 1.000    | -     | -     | -     | -     | -     | -        | 7     | 1     | 8     | 0     | 0     | 1.000    | -     | -     | -     | -     | -     | -        |
| 通算  | 264   | 1227  | 83    | 10    | 93    | .992     | 420   | 709   | 1006  | 15    | 219   | .991     | 502   | 190   | 531   | 13    | 41    | .982     | 33    | 36    | 69    | 4     | 14    | .963     |

- 各年度の太字はリーグ最高

### 表彰
- サンスポMVP大賞：1回（2008年[47]）

### 記録
初記録
- 初出場・初先発出場：2000年10月3日、対横浜ベイスターズ27回戦（横浜スタジアム）、「7番・三塁手」で先発出場
- 初打席：同上、2回表に三浦大輔の前に空振り三振
- 初安打：2002年5月8日、対ヤクルトスワローズ8回戦（阪神甲子園球場）、8回裏に藤井秀悟から右中間へ三塁打
- 初盗塁：2002年5月14日、対横浜ベイスターズ7回戦（平塚球場）、4回表に二盗（投手：森中聖雄、捕手：相川亮二）
- 初打点：同上、5回表に森中聖雄から右翼線へ2点適時二塁打
- 初本塁打：2002年5月26日、対中日ドラゴンズ10回戦（ナゴヤドーム）、3回表に朝倉健太から左越ソロ

節目の記録
- 1000試合出場：2011年10月9日、対横浜ベイスターズ20回戦（横浜スタジアム）、「7番・二塁手」で先発出場 ※史上447人目

その他の記録
- 二塁手連続守備機会無失策804：2005年5月3日 - 2007年8月23日 ※セ・リーグ記録
- 1試合4犠打：2008年6月17日、対東北楽天ゴールデンイーグルス3回戦（阪神甲子園球場） ※史上8人目（プロ野球タイ記録）
- 1試合3死球：2008年9月10日、対東京ヤクルトスワローズ19回戦（阪神甲子園球場） ※史上2人目（プロ野球タイ記録）
- 開幕戦代打本塁打：2012年3月30日、対横浜DeNAベイスターズ1回戦（京セラドーム大阪）、7回裏に能見篤史の代打で出場、加賀繁から左越3ラン ※史上18人目（セ・リーグ7人目）[48]

### 背番号
- 64（1997年 - 2001年）
- 44（2002年 - 2004年）
- 3（2005年 - 2015年）

### 登録名
- 関本 健太郎（せきもと けんたろう、1997年 - 2007年）
- 関本 賢太郎（せきもと けんたろう、2008年 - 2015年）

### 登場曲
- 「エブリバディ・セイ（Century Lovers）」- ポルノグラフィティ
  - 関本のバッティングテーマ用に書き下ろされた楽曲。ポルノグラフィティのライブではイントロ部分で「Every body say!」「fu-!fu-!」と掛け合いするのが定番で、それにあやかり「Every body say!」『関本!』と叫ぶというパターンを3回繰り返すことが、関本が打席へ入る際の応援スタイルとして定着していた。

## 関連情報

### 野球解説者としての活動

#### レギュラー出演番組

##### 現在（2020年度以降）

###### テレビ
- スーパーベースボール　虎バン主義。（阪神戦中継の解説）
- おはよう朝日です（月曜日・火曜日スポーツコメンテーター、月曜日は2016年1月4日 - 、火曜日は10月6日-）
- 虎バン（コメンテーター、2016年3月5日 - ）
- キャスト（木曜日→月曜日スポーツコメンテーター、2019年度から通年で出演）
  - 阪神時代のチームメイトだった下柳剛・桧山進次郎と交互に、18時台の「週刊キャストスポーツ」へ月に1回のペースで出演。

以上はいずれも、朝日放送テレビで制作。
- サンテレビボックス席（サンテレビ、阪神戦中継の解説）
- BSイレブン住之江ボートレース中継（日本BS放送、メインMC）
- 虎ヲタ（スカイA）

###### ラジオ
いずれも朝日放送ラジオで制作。
- ABCフレッシュアップベースボール
  - メインカード（阪神タイガースが関与する試合）の中継に加えて、オリックス・バファローズ主催試合のRKBラジオ（RKBエキサイトホークス）・KBCラジオ（KBCホークスナイター）・HBCラジオ（HBCファイターズナイター）・STVラジオ（STVファイターズLIVE）への裏送り向け中継にも出演。
- ラジオで虎バン! - コメンテーターとして、第1シーズン（2020年度の上半期版）から随時登場。2020年度以降に編成されているナイターオフ版では、毎週火曜日に出演している。

##### 過去

###### ラジオ
- 武田和歌子のぴたっと。
  - 2015年度ナイターオフ期間の第2部（後半戦）で、2016年1月から3月まで、木曜日に矢野の後任でコメンテーターとを担当。2016年度以降のプロ野球シーズン中は、第2部が『ABCフレッシュアップベースボール』ナイトゲーム中継の前座番組に当たることから、当該中継で解説する場合に中継先の球場の放送席から出演していた。
- 堀江政生のほり×ナビ木曜日（2016年度のナイターオフ番組） - 18時台にのみ出演。
- 伊藤史隆のラジオノオト（虎バンパートナー、2017年度からナイターオフ期間を中心に放送）
  - 木曜日の18時台にのみ出演。2019年度には、放送の時間帯が重なる「週刊キャストスポーツ」への出演週のみ、中田良弘（自身と同じく阪神出身の朝日放送テレビ野球解説者）を代役（スペシャルパートナー）に立てていた。放送時間を短縮した2020年度から、前枠で新たに編成された『ラジオで虎バン!』に異動。

### タレントとしての活動
テレビ番組
- トラトラフィッシング（サンテレビ、2017年4月6日 - 2019年12月24日 、メインパーソナリティ）
  - 現役選手時代からの趣味である釣りをテーマに、ゲスト（主に阪神選手時代のチームメイト）を迎えてトークやフィッシングを披露した番組。野球関連以外の番組で、初めてレギュラーMCを務めた。

#### 出演CM
いずれも関西ローカル。
- 阪神甲子園球場（2016年 - 2017年） - 前任の矢野燿大に引き続き、阪神甲子園球場への来場には電車・バスの利用を促す内容で、阪神電鉄の駅貼りポスターのモデルにも起用されている。
- NTTdocomo関西（2016年 - ） - こちらも前任は矢野燿大。スポンサーに付いている『速報!甲子園への道』（朝日放送テレビ）内で放映。
- ランドメイト - 尼崎市の不動産会社。サンテレビで放映。

また、現役選手だった2012年には阪神電気鉄道のダイヤ改正のCMキャラクターとして起用されたこともある。